# Allium derderianum
Allium derderianum — вид трав'янистих рослин родини амарилісові (Amaryllidaceae), поширений у південній Вірменії, північному й західному Ірані.

## Опис
Стеблина вигнута, завдовжки 5–10(15) см. Листків 2(3), 0.4–1.2(1.5) см завширшки, лінійні, від скручених до згорнутих, верхівка загострена, поля хвилясті. Зонтик (широко) пучковий, діаметром 2–3(4) см, малоквітковий. Оцвітина від білястого до рожевого забарвлення; листочки оцвітини рівні, завдовжки 0.6–0.8(0.9) см, (еліптично-) лінійні, верхівка тупа, закруглена або зубчаста, часто форми капюшона; серединна жилка листочків оцвітини виразна, пурпурно-фіолетова. Пиляки пурпурно-фіолетові. Зонтик у час плодоношення широко пучковий або півсферичний, діаметром 2.5–5 см. Коробочка грушоподібно-серцеподібна, заввишки 0.4–0.6 см.
Час цвітіння: червень і липень. Час плодоношення: липень і серпень.

## Поширення
Поширений у південній Вірменії, північному й західному Ірані.
Населяє ущелини, скелі, кам'янисті схили. Альпійський пояс; 2700—3400 м.